# Matet
Matet – gmina w Hiszpanii, w prowincji Castellón, we wspólnocie autonomicznej Walencja, o powierzchni 14,89 km². W 2011 roku liczyła 107 mieszkańców.